# Prostitutie in Antwerpen
Raamprostitutie vindt in Antwerpen alleen plaats in het Schipperskwartier (zie volgende paragraaf). De straatprostitutie vindt vooral plaats in vier straten in de zogenaamde Atheneumbuurt. Mannen- en jongensprostitutie vindt plaats in de omgeving van het Stadspark en nog enkele locaties.
In 2007 telde Antwerpen volgens een onderzoekster zo’n 900 vrouwelijke prostituees en zo’n 800 mannelijke prostitués.
Van de vrouwen werkten zo’n 380 in de raamprostitutie, 190 in bars of cafés, zo’n 100 deden aan thuisontvangst, 80 tippelden, en zo’n 160 adverteerden op internet.
Van de mannen prostitueerden zo’n 210 zich in bars of in het Stadspark, 60 zaten achter het raam, 530 werkten via het internet.

## Raamprostitutie Schipperskwartier
In het Schipperskwartier van Antwerpen, tussen de oude havenbuurt en de binnenstad, vindt zeker sinds de 19e eeuw prostitutie plaats. Raamprostitutie, hoewel misschien destijds nog wettelijk verboden, werd er in de 20e eeuw gedoogd door het stadsbestuur, en ook de bewoners hadden er in meerderheid geen grote bezwaren tegen.
Sinds de val van de Muur was de buurt echter onrustig, door Russische en Georgische handelaars, Albanese bendes, en schiet- en vechtpartijen. 
Daarom ging de stad er in 1997 toe over raamprostitutie in nog maar drie straten toe te staan. Daarbij stelde zij bovendien kwaliteitseisen aan de te verhuren kamers, en de stad controleert sindsdien die kwaliteit. Ook werden de drie straten autovrij gemaakt.
Vandaag zijn in deze drie straten 280 ‘ramen’, dus evenveel als destijds in 17 straten. De straten zijn alleen voor voetgangers toegankelijk.